# (2588) Flavia
(2588) Flavia (1981 VQ) – planetoida z pasa głównego asteroid okrążająca Słońce w ciągu 3,85 lat w średniej odległości 2,46 j.a. Odkryta 2 listopada 1981 roku.